# شیدسپ
شیدَسپ در داستان‌های ملی ایران و شاهنامه پسر گشتاسپ برادر پشوتن و اسفندیار است. او با دیگر برادران خود در جنگ گشتاسپ با ارجاسپ تورانی کشته شد.